# Tipula vitabilis
Tipula vitabilis är en tvåvingeart som beskrevs av Alexander 1947. Tipula vitabilis ingår i släktet Tipula och familjen storharkrankar. Inga underarter finns listade i Catalogue of Life.